# Лумі Кавасос
Луз Кавасос (ісп. Luz María Cavazos; 21 грудня, 1968, Монтеррей, Мексика) — мексиканська акторка.

## Вибіркова фільмографія
- Як вода для шоколаду (1992)
- Пляшкова ракета (1996) — Росіо
- Маскарад (1999)